# Orle (osada w powiecie nakielskim)

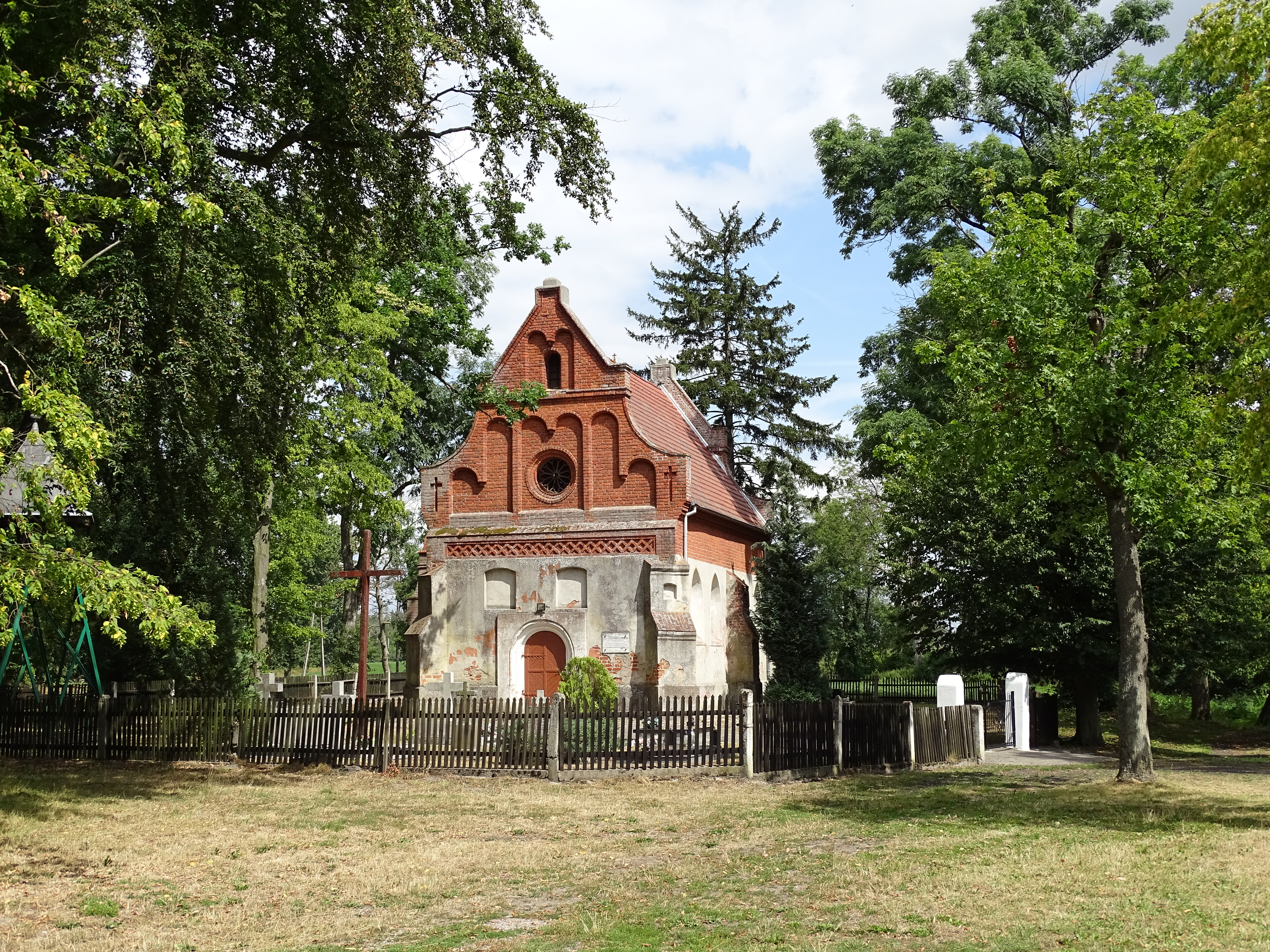
Kościół św. Macieja.

Orle – osada w Polsce, położona w województwie kujawsko-pomorskim, w powiecie nakielskim, w gminie Mrocza.

## Podział administracyjny
W latach 1975–1998 miejscowość należała administracyjnie do województwa bydgoskiego.

## Demografia
Według Narodowego Spisu Powszechnego (III 2011 r.) liczyła 149 mieszkańców. Jest piętnastą co do wielkości miejscowością gminy Mrocza.

## Nazwa
Nazwa miejscowości pochodzi od miejsca gniazdowania orłów („orle miejsce”). Tego samego pochodzenia jest przepływająca przez wieś rzeka Orla. W zaborze pruskim wieś nosiła nazwę Wordell.

## Historia
Orle wymienione zostało po raz pierwszy w materiałach źródłowych w roku 1288 jako wieś kościelna parafii w Zabartowie. W roku 1453 należało do Sławbora (Sławbóra) z Orla („Slawobor de Orle”) herbu Drya, pochodzącego z Bożejewic protoplasty rodu Orzelskich. Z jego inicjatywy na lewym brzegu rzeki Orli na sztucznej wyspie zbudowano dwór obronny, nazywany w źródłach też zamkiem. Piętrową budowlę zbudowano z czerwonej cegły na planie prostokąta i wyposażono od północy w ośmioboczną basztę. Do naszych czasów na kępie porośniętej drzewami i krzakami zachowały się tylko mury przyziemia (w tym baszty) o wysokości do około 1,8 m i szerokości 65–70 cm. W północnej i wschodniej fosie jeszcze teraz jest woda napływająca z Orli. Budowlę zniszczyli podczas potopu Szwedzi.
3 lipca 1925 w Orlu utworzona została rzymskokatolicka parafia św. Macieja.

## Kościół św. Macieja
Kościół pw. św. Macieja zbudowano w latach 1442-1452. Budowla jednonawowa bez wieży, podparta szkarpami, od gruntu do linii przebiegającej powyżej okien otynkowana. Wyższe partie wykonano zapewne na przełomie XVI i XVII w. W czasie reformacji został sprofanowany i opuszczony (Orzelscy byli protestantami), a po zniszczeniach wojennych (potop szwedzki) przebudowany, czy raczej odbudowany. Podczas wojen napoleońskich stracił dach i w takim stanie dotrwał do roku 1866, kiedy to został odbudowany z inicjatywy Karola Koczorowskiego (1835-1893), syna Tertuliana Koczorowskiego, właściciela majątku Witosław. Uroczystego poświęcenia dokonał ks. Jan Koźmian w dniu 25 listopada 1866 r., w asystencji ks. Antoniego Kineckiego, proboszcza z Zabartowa i wikariusza Kamińskiego. Od tej pory pełnił funkcje kaplicy i mauzoleum rodzinnego: w kościele umieszczono tablice epitafijne, a od południa dobudowano dwa zejścia do krypt grobowych, zlikwidowanych w roku 1955. W maju 1955 r., prochy pochowanych w podziemiach członków rodu Koczorowskich, przeniesiono na cmentarz przykościelny i złożono w zbiorowej mogile. Na ogrodzonym terenie przykościelnym znajdują się także inne groby Koczorowskich.
Późnoklasycystyczny ołtarz główny pochodzi z trzeciej ćwierci XIX wieku i został sprowadzony prawdopodobnie z Wielkopolski. Umieszczono w nim obraz Matki Boskiej wzorowany na Madonnie Sykstyńskiej Rafaela, namalowany przez Seweryna Mielżyńskiego z Miłosławia oraz rzeźby świętych Piotra i Pawła.

## Dworek z folwarkiem
Pomiędzy Orlą a jeziorem wznosiły się zabudowania folwarczne z rządcówką i murowanym magazynem zbożowym. Do naszych czasów zachowały się tylko dwie ostatnie budowle. Rządcówka, nazywana też dworkiem, jest okazałym, lecz niezamieszkanym obecnie budynkiem. Zbudowano ją w roku 1820 w stylu klasycystycznym, zaś magazyn zbożowy – w 1870 (datę uwieczniono na południowej ścianie). Tuż za rządcówką znajduje się dawna lodownia.

## Dwór obronny w ruinie
Ruina dworu położona jest na sztucznej wyspie, z fosą łączącą się z rzeką Orlą, wypływającą z jeziora Witosławskiego. Dwór zbudowany zapewne w XV wieku zniszczony został w czasie potopu szwedzkiego. Mury zachowane tylko w strefie fundamentowej. Wzniesiony z cegły o układzie gotyckim. Relikty murów widoczne w niepełnym obwodzie wskazują na budowlę prostokątną, wydłużoną na osi wsch.-zach. przedzieloną wewnątrz na dwa pomieszczenia; od pn. przesunięta z osi ku wsch. ośmioboczna baszta z wewnątrz kolistym pomieszczeniem. W narożnikach ślady szkarp. Budynek usytuowany w pn. części trapezowatej wyspy, na nieznacznym wzniesieniu, funkcja pd. części wyspy nie jasna, być może mieściło się tu przedzamcze, z dojazdem od pd.-wschodu.

## Odkrycia archeologiczne
Na piaszczystym wzgórzu nieopodal wsi archeolodzy odkryli kilkanaście grobów skrzynkowych z okresu halsztackiego (500-400 r. p.n.e.), a także groby z XII wieku n.e. oraz z XVIII i XIX wieku. Na tzw. Trzech Górkach (trzy kurhany) odkryto krąg kamienny o średnicy 24 m z grobami jamowymi (ciałopalnymi) z I-II wieku n.e.